# Asparagus palaestinus
Asparagus palaestinus är en sparrisväxtart som beskrevs av John Gilbert Baker. Asparagus palaestinus ingår i släktet sparrisar, och familjen sparrisväxter. Inga underarter finns listade i Catalogue of Life.